# Chanteau
Chanteau és un municipi francès, situat al departament del Loiret i a la regió de Centre – Vall del Loira. L'any 2007 tenia 1.244 habitants.

## Demografia

### Població
El 2007 la població de fet de Chanteau era de 1.244 persones. Hi havia 452 famílies, de les quals 68 eren unipersonals (36 homes vivint sols i 32 dones vivint soles), 160 parelles sense fills, 200 parelles amb fills i 24 famílies monoparentals amb fills.
La població ha evolucionat segons el següent gràfic:
Habitants censats

### Habitatges
El 2007 hi havia 482 habitatges, 457 eren l'habitatge principal de la família, 15 eren segones residències i 10 estaven desocupats. 455 eren cases i 9 eren apartaments. Dels 457 habitatges principals, 375 estaven ocupats pels seus propietaris, 59 estaven llogats i ocupats pels llogaters i 23 estaven cedits a títol gratuït; 17 tenien una cambra, 5 en tenien dues, 45 en tenien tres, 87 en tenien quatre i 303 en tenien cinc o més. 412 habitatges disposaven pel capbaix d'una plaça de pàrquing. A 132 habitatges hi havia un automòbil i a 320 n'hi havia dos o més.

### Piràmide de població
La piràmide de població per edats i sexe el 2009 era:
| Homes | Edats   | Dones |
| ----- | ------- | ----- |
| 0     | 95 o +  | 0     |
| 0     | 90 a 94 | 0     |
| 0     | 85 a 89 | 0     |
| 4     | 80 a 84 | 0     |
| 8     | 75 a 79 | 4     |
| 0     | 70 a 74 | 8     |
| 16    | 65 a 69 | 8     |
| 20    | 60 a 64 | 24    |
| 32    | 55 a 59 | 12    |
| 28    | 50 a 54 | 52    |
| 100   | 45 a 49 | 68    |
| 76    | 40 a 44 | 60    |
| 40    | 35 a 39 | 68    |
| 32    | 30 a 34 | 20    |
| 24    | 25 a 29 | 28    |
| 32    | 20 a 24 | 20    |
| 64    | 15 a 19 | 44    |
| 56    | 10 a 14 | 56    |
| 40    | 5 a 9   | 52    |
| 16    | 0 a 4   | 40    |

## Economia
El 2007 la població en edat de treballar era de 921 persones, 706 eren actives i 215 eren inactives. De les 706 persones actives 664 estaven ocupades (325 homes i 339 dones) i 42 estaven aturades (17 homes i 25 dones). De les 215 persones inactives 86 estaven jubilades, 100 estaven estudiant i 29 estaven classificades com a «altres inactius».

### Ingressos
El 2009 a Chanteau hi havia 449 unitats fiscals que integraven 1.278 persones, la mediana anual d'ingressos fiscals per persona era de 23.523 €.

### Activitats econòmiques
Dels 20 establiments que hi havia el 2007, 2 eren d'empreses de fabricació d'altres productes industrials, 3 d'empreses de construcció, 2 d'empreses de comerç i reparació d'automòbils, 2 d'empreses de transport, 2 d'empreses d'hostatgeria i restauració, 1 d'una empresa d'informació i comunicació, 1 d'una empresa financera, 2 d'empreses immobiliàries, 1 d'una entitat de l'administració pública i 4 d'empreses classificades com a «altres activitats de serveis».
Dels 4 establiments de servei als particulars que hi havia el 2009, 1 era una fusteria, 1 lampisteria, 1 restaurant i 1 agència immobiliària.
L'any 2000 a Chanteau hi havia 4 explotacions agrícoles.

## Equipaments sanitaris i escolars
L'únic equipament sanitari que hi havia el 2009 era un psiquiàtric.
El 2009 hi havia 1 escola maternal i 2 escoles elementals.

## Poblacions més properes
El següent diagrama mostra les poblacions més properes.